# Мустахфизи
Мустахфизи (тур. muhafiz, чувар, командант тврђаве) су били војнички ред месних снага (тур. jerli-kulu) у санџацима, настао у османлијској војсци у 15. веку за службу по градовима, називани и чувари тврђава. Уживали су мање тимаре (лена), и по томе су припадали реду спахија, локалних феудалних поседника у санџацима. Као и сви власници тимара, били су обавезни да се наоружају сабљом, копљем и луком, и опреме коњем, кацигом и штитом.
Било је и мустахфиза-најамника, са платом-алуфом, такозвани мустахфизи-алуфеџије. У 17. веку, када се Турско царство почело територијално смањивати, мустахфизи-тимарници све више постају мустахфизи-алуфеџије.

## У Босни
У српским земљама мустахфизи се први пут јављају у скопском крајишту, а затим у Босни као прве турске градске посаде. Поред мустахфиза помињу се у тврђавама још мартолози, рејси и азапи. Мустахфизи су били позадински део провинцијске војске, који је био стално стациониран у градовима и одржавао опкопе и утврђења. Раја која је радила на овим пословима могла је, такође, да добије статус мустахфиза, а тиме и ослобађање од десетине и других пореза који се од војника не узимају. Касније, регрутовани су из редова домаћег муслиманског становништва. До 1835. сачињавали су главнину посада у важнијим босанским градовима.
У 19. веку, реч "мустапез" (искварено од мустахфиз) била је у Босни заједнички назив за позадинске војнике уопште.